# Samuel Filtsch
Samuel Filtsch a fost un tipograf, editor și librar sas din Sibiu, Transilvania.
A fost fiul preotului evanghelic din Sibiu. S-a format profesional la tipografiile Gerold, din Viena și Brockhaus, din Leipzig. În 1826 și-a înființat o tipografie la Sibiu (în Piața Mică nr. 25), unde a scos diverse broșuri, lucrări și calendare, iar în iunie 1853 a deschis și o librărie. Din 1858, afacerea cu tipografia a fost preluată de ginerele său, Wilhelm Johann Krafft. Editura și librăria au fost cumpărate de Julius Speer.
În atelierul lui a apărut, în 1828, și Gramatica Românească a lui Ion Heliade-Rădulescu. Această gramatică era pregătită în manuscris încă din 1826 și a fost citită și dezbătută în cenaclul organizat de Dinicu Golescu în conacul său. În prefață se afirma necesitatea constituirii unei Academii care să normeze limba română și să realizeze un dicționar al limbii române. Prin această gramatică, de o importanță decisivă în dezvoltarea limbii literare, se fundamentează ortografia fonetică și se propune simplificarea alfabetului chirilic român de la 43 la 30 de semne.
La doi ani după ce s-a înființat Asociația Transilvană pentru Literatura Română și Cultura Poporului Român (ASTRA), Samuel Filtsch a dăruit cărți bibliotecii asociației, și a promis să dăruiască bibliotecii, pe viitor, toate lucrările editate de librăria sa.